# Opstandelseskirkens Sogn
Opstandelseskirkens Sogn er et sogn i Glostrup Provsti (Helsingør Stift). Sognet ligger i Albertslund Kommune (Region Hovedstaden). Indtil Kommunalreformen i 2007 lå det i Albertslund Kommune (Københavns Amt). I Opstandelseskirkens Sogn ligger Opstandelseskirken og Holsbjerg Kirke (i Vridsløselille Statsfængsel).
I Opstandelseskirkens Sogn findes flg. autoriserede stednavne:
- Albertslund (bebyggelse)
- Gammel Vridsløse (bebyggelse)
- Vridsløselille (bebyggelse, ejerlav)